# Visconde de São Mamede
Visconde de São Mamede é um título nobiliárquico criado por D. Luís I de Portugal, por Decreto de 12 de Setembro de 1866, em favor de Rodrigo Pereira Felício, depois 1.º Conde de São Mamede.
Titulares
1. Rodrigo Pereira Felício, 1.º Visconde e 1.º Conde de São Mamede.